# یواس‌اس فری (۱۸۶۱)
یواس‌اس فری (۱۸۶۱) (به انگلیسی: USS Fairy (1861)) یک کشتی بود که طول آن ۱۵۷ فوت (۴۸ متر) بود. این کشتی در سال ۱۸۶۱ ساخته شد.